# Fins voetbalelftal in 1993
Het Fins voetbalelftal speelde in totaal vijftien interlands in het jaar 1993, waaronder zeven wedstrijden in de kwalificatiereeks voor de WK-eindronde 1994 in de Verenigde Staten. Finland wist zich niet te plaatsen voor dat toernooi. De ploeg van bondscoach Tommy Lindholm eindigde op de vijfde en voorlaatste plaats in groep 6. Verdediger Jari Kinnunen speelde in alle vijftien duels mee, van de eerste tot en met de laatste minuut. Op de in 1993 geïntroduceerde FIFA-wereldranglijst steeg Finland in 1993 van de 47ste (augustus 1993) naar de 45ste plaats (december 1993).

## Balans
| Wedstrijden | Wedstrijden | Wedstrijden | Wedstrijden | Doelpunten | Doelpunten | Doelpunten | Punten |
| Gespeeld    | Winst       | Gelijk      | Verlies     | Voor       | Tegen      | Saldo      | Punten |
| ----------- | ----------- | ----------- | ----------- | ---------- | ---------- | ---------- | ------ |
| 15          | 4           | 4           | 7           | 16         | 19         | –3         | 0.800  |

## Interlands
|                                               |       |       |         |                                                                                                |
| 20 januari Nehru Cup № 505 «onderlinge duels» | India | 0 – 0 | Finland | Jawaharlal Nehru Stadion, Chennai Toeschouwers: onbekend Scheidsrechter: Sadar Kumar Sen (IND) |
| 20 januari Nehru Cup № 505 «onderlinge duels» |       |       |         | Jawaharlal Nehru Stadion, Chennai Toeschouwers: onbekend Scheidsrechter: Sadar Kumar Sen (IND) |

|                                               |          |       |         | |
| 22 januari Nehru Cup № 506 «onderlinge duels» | Kameroen | 0 – 0 | Finland | Jawaharlal Nehru Stadion, Chennai Toeschouwers: onbekend Scheidsrechter: Sirai Ahmed Saudagar (IND) |
| 22 januari Nehru Cup № 506 «onderlinge duels» |          |       |         | Jawaharlal Nehru Stadion, Chennai Toeschouwers: onbekend Scheidsrechter: Sirai Ahmed Saudagar (IND) |

|                                               |       |                                        |         |                                                                                                |
| 26 januari Nehru Cup № 507 «onderlinge duels» | India | 0 – 2                                  | Finland | Jawaharlal Nehru Stadion, Chennai Toeschouwers: onbekend Scheidsrechter: Badhu Badruddin (BAN) |
| 26 januari Nehru Cup № 507 «onderlinge duels» |       | 60' Pasi Tauriainen 61' Marko Rajamäki |         | Jawaharlal Nehru Stadion, Chennai Toeschouwers: onbekend Scheidsrechter: Badhu Badruddin (BAN) |

|                                               |                                 |       |         |                                                                                           |
| 28 januari Nehru Cup № 508 «onderlinge duels» | Kameroen                        | 2 – 0 | Finland | Jawaharlal Nehru Stadion, Chennai Toeschouwers: onbekend Scheidsrechter: Kar Gautam (IND) |
| 28 januari Nehru Cup № 508 «onderlinge duels» | Charles Bemima ??' onbekend ??' |       |         | Jawaharlal Nehru Stadion, Chennai Toeschouwers: onbekend Scheidsrechter: Kar Gautam (IND) |

|                                               |                                                      |       |                                      | |
| 31 januari Nehru Cup № 509 «onderlinge duels» | Noord-Korea                                          | 3 – 2 | Finland                              | Jawaharlal Nehru Stadion, Chennai Toeschouwers: 17.500 Scheidsrechter: Sirai Akhmed Saudagar (IND) |
| 31 januari Nehru Cup № 509 «onderlinge duels» | Choi Yong Son 33' Choi Yong Son 41' Ryu Song Gun 73' |       | 67' Juha Karvinen 71' Marko Rajamäki | Jawaharlal Nehru Stadion, Chennai Toeschouwers: 17.500 Scheidsrechter: Sirai Akhmed Saudagar (IND) |

|                                                        |         |       |         |                                                                                        |
| 20 februari Baltic Indoor Cup № 510 «onderlinge duels» | Finland | 0 – 0 | Estland | Myyrmäki Indoor Hall, Vantaa Toeschouwers: 1.000 Scheidsrechter: Juha Hirviniemi (FIN) |
| 20 februari Baltic Indoor Cup № 510 «onderlinge duels» |         |       |         | Myyrmäki Indoor Hall, Vantaa Toeschouwers: 1.000 Scheidsrechter: Juha Hirviniemi (FIN) |

|                                                        |                                                         |       |          |                                                                                  |
| 21 februari Baltic Indoor Cup № 511 «onderlinge duels» | Finland                                                 | 3 – 0 | Litouwen | Myyrmäki Indoor Hall, Vantaa Toeschouwers: 1.000 Scheidsrechter: Kaj Natri (FIN) |
| 21 februari Baltic Indoor Cup № 511 «onderlinge duels» | Niclas Grönholm ??' Jukka Ruhanen ??' Jari Kinnunen ??' |       |          | Myyrmäki Indoor Hall, Vantaa Toeschouwers: 1.000 Scheidsrechter: Kaj Natri (FIN) |

|                                                               |                                     |       |                   |                                                                                   |
| 13 april Vriendschappelijk № 512 «onderlinge duels» 16:30 uur | Polen                               | 2 – 1 | Finland           | Stadion Radomiak, Radom Toeschouwers: 8.000 Scheidsrechter: Bernd Heynemann (GER) |
| 13 april Vriendschappelijk № 512 «onderlinge duels» 16:30 uur | Marek Leśniak 30' Marek Leśniak 57' |       | 84' Ari Heikkinen | Stadion Radomiak, Radom Toeschouwers: 8.000 Scheidsrechter: Bernd Heynemann (GER) |

|                                                   |                                               |       |         |                                                                                      |
| 28 april WK-kwalificatie № 513 «onderlinge duels» | Bulgarije                                     | 2 – 0 | Finland | Vasil Levski Stadion, Sofia Toeschouwers: 35.000 Scheidsrechter: Lim Kee Chong (MRT) |
| 28 april WK-kwalificatie № 513 «onderlinge duels» | Hristo Stoichkov 15' (pen.) Zlatko Jankov 43' |       |         | Vasil Levski Stadion, Sofia Toeschouwers: 35.000 Scheidsrechter: Lim Kee Chong (MRT) |

|                                                 |                                                             |       |                    |                                                                             |
| 13 mei WK-kwalificatie № 514 «onderlinge duels» | Finland                                                     | 3 – 1 | Oostenrijk         | Veritas Stadion, Turku Toeschouwers: 5.000 Scheidsrechter: John Ferry (NIR) |
| 13 mei WK-kwalificatie № 514 «onderlinge duels» | Mika-Matti Paatelainen 17' Marko Rajamäki 20' Ari Hjelm 50' |       | 90' Michael Zisser | Veritas Stadion, Turku Toeschouwers: 5.000 Scheidsrechter: John Ferry (NIR) |

|                                                  |         |       |        |                                                                                  |
| 16 juni WK-kwalificatie № 515 «onderlinge duels» | Finland | 0 – 0 | Israël | Lahden Stadion, Lahti Toeschouwers: 4.620 Scheidsrechter: Vladimir Pyanikh (UKR) |
| 16 juni WK-kwalificatie № 515 «onderlinge duels» |         |       |        | Lahden Stadion, Lahti Toeschouwers: 4.620 Scheidsrechter: Vladimir Pyanikh (UKR) |

|                                                      |                                                                        |       |         |                                                                                     |
| 25 augustus WK-kwalificatie № 516 «onderlinge duels» | Oostenrijk                                                             | 3 – 0 | Finland | Prater Stadion, Wenen Toeschouwers: 21.000 Scheidsrechter: Michal Listkiewicz (POL) |
| 25 augustus WK-kwalificatie № 516 «onderlinge duels» | Dietmar Kühbauer 28' Heimo Pfeifenberger 42' Andreas Herzog 90' (pen.) |       |         | Prater Stadion, Wenen Toeschouwers: 21.000 Scheidsrechter: Michal Listkiewicz (POL) |

|                                                      |         |                                                |           |                                                                                  |
| 8 september WK-kwalificatie № 517 «onderlinge duels» | Finland | 0 – 2                                          | Frankrijk | Ratinan Stadion, Tampere Toeschouwers: 7.200 Scheidsrechter: Stephen Lodge (ENG) |
| 8 september WK-kwalificatie № 517 «onderlinge duels» |         | 47' Laurent Blanc 55' (pen.) Jean-Pierre Papin |           | Ratinan Stadion, Tampere Toeschouwers: 7.200 Scheidsrechter: Stephen Lodge (ENG) |

|                                                     |                                                        |       |                                    |                                                                                          |
| 13 oktober WK-kwalificatie № 518 «onderlinge duels» | Zweden                                                 | 3 – 2 | Finland                            | Råsunda Fotbollstadion, Stockholm Toeschouwers: 30.177 Scheidsrechter: Ahmet Çakar (TUR) |
| 13 oktober WK-kwalificatie № 518 «onderlinge duels» | Martin Dahlin 27' Henrik Larsson 40' Martin Dahlin 45' |       | 14' Kim Suominen 60' Jari Litmanen | Råsunda Fotbollstadion, Stockholm Toeschouwers: 30.177 Scheidsrechter: Ahmet Çakar (TUR) |

|                                                      |                 |       |                                                     |                                                                                      |
| 10 november WK-kwalificatie № 519 «onderlinge duels» | Israël          | 1 – 3 | Finland                                             | Ramat Gan Stadion, Tel Aviv Toeschouwers: 10.000 Scheidsrechter: Daniel Roduit (SUI) |
| 10 november WK-kwalificatie № 519 «onderlinge duels» | Ronen Arazi 90' |       | 54' Aki Hyryläinen 73' Ari Hjelm 82' Aki Hyryläinen | Ramat Gan Stadion, Tel Aviv Toeschouwers: 10.000 Scheidsrechter: Daniel Roduit (SUI) |

## FIFA-wereldranglijst
| AUGUSTUS | SEPTEMBER | OKTOBER | NOVEMBER | DECEMBER |
| -------- | --------- | ------- | -------- | -------- |
| 47       | 50        | 45      | 44       | 45       |

## Statistieken
| Petri Jakonen          | 1967-06-09 | TPS Turku            | 12 | 0 | 0 | 14 | 0 |
| Antti Niemi            | 1972-05-31 | HJK Helsinki         | 2  | 0 | 0 | 3  | 0 |
| Kari Laukkanen         | 1963-12-14 | Waldhof Mannheim     | 1  | 0 | 0 | 35 | 0 |
| Verdediging            |            |                      |    |   |   |    |   |
| Jari Kinnunen          | 1966-09-12 | Kuusysi Lahti        | 15 | 0 | 1 | 19 | 1 |
| Ari Heikkinen          | 1964-04-08 | TPS Turku            | 14 | 0 | 1 | 46 | 1 |
| Erkka Petäjä           | 1964-02-13 | Yverdon-Sport FC     | 10 | 0 | 0 | 77 | 0 |
| Aki Hyryläinen         | 1968-04-17 | HJK Helsinki         | 6  | 2 | 1 | 9  | 1 |
| Erik Holmgren          | 1964-12-17 | GAIS Göteborg        | 4  | 0 | 0 | 52 | 2 |
| Anders Eriksson        | 1965-04-19 | Bryne FK             | 3  | 0 | 0 | 6  | 0 |
| Rami Nieminen          | 1966-02-25 | FC Jazz Pori         | 1  | 1 | 0 | 2  | 0 |
| Mika Nurmela           | 1971-12-26 | Malmö FF             | 0  | 1 | 0 | 2  | 0 |
| Middenveld             |            |                      |    |   |   |    |   |
| Kim Suominen           | 1969-10-20 | FF Jaro Pietarsaari  | 13 | 0 | 1 | 13 | 1 |
| Markku Kanerva         | 1964-05-24 | FinnPa Anjalankoski  | 13 | 0 | 0 |    |   |
| Janne Lindberg         | 1966-05-24 | MyPa-47 Anjalankoski | 8  | 2 | 0 | 10 | 0 |
| Rami Rantanen          | 1968-11-25 | HJK Helsinki         | 5  | 1 | 0 | 6  | 0 |
| Pasi Tauriainen        | 1964-10-04 | HJK Helsinki         | 4  | 1 | 1 | 34 | 2 |
| Jukka Ruhanen          | 1971-04-16 | MP Mikkeli           | 3  | 6 | 1 |    |   |
| Mika Aaltonen          | 1965-11-16 | Hapoel Be'er-Sheva   | 2  | 0 | 0 |    |   |
| Tommi Paavola          | 1965-12-09 | FinnPa Anjalankoski  | 1  | 1 | 1 | 19 | 1 |
| Janne Suokonautio      | 1968-05-20 | HJK Helsinki         | 1  | 0 | 0 | 1  | 0 |
| Petri Järvinen         | 1965-05-09 | Kuusysi Lahti        | 0  | 1 | 0 |    |   |
| Marko Myyry            | 1967-09-15 | KSC Lokeren          | 0  | 1 | 0 | 47 | 2 |
| Aanval                 |            |                      |    |   |   |    |   |
| Marko Rajamäki         | 1968-10-03 | MyPa-47 Anjalankoski | 11 | 2 | 3 | 13 | 3 |
| Jari Litmanen          | 1971-02-20 | Ajax Amsterdam       | 8  | 0 | 1 |    |   |
| Niclas Grönholm        | 1968-06-16 | BK Forward           | 7  | 3 | 1 |    |   |
| Ari Hjelm              | 1962-02-24 | FC St. Pauli         | 7  | 0 | 2 |    |   |
| Jari Vanhala           | 1965-08-29 | HJK Helsinki         | 5  | 2 | 0 |    |   |
| Mika-Matti Paatelainen | 1967-02-03 | Aberdeen FC          | 5  | 0 | 1 |    |   |
| Juha Karvinen          | 1966-09-26 | MP Mikkeli           | 3  | 1 | 1 |    |   |

Finse voetbalbond · A-internationals · Bondscoaches · Statistieken · Fins vrouwenelftal · Olympisch elftal · Finland U21 · Finland U20 · Finland U19 · Finland U18 · Finland U17 · Finland U16
1911 – 1919 ·
1920 – 1929 ·
1930 – 1939 ·
1940 – 1949 ·
1950 – 1959 ·
1960 – 1969 ·
1970 – 1979 ·
1980 – 1989 ·
1990 – 1999 ·
2000 – 2009 ·
2010 – 2019 ·
2020 − 2029
EK 2020
OS 1912 ·
OS 1936 ·
OS 1952 ·
OS 1980
1911 · 
1912 · 
1913 · 
1914 · 
1915 · 1916 · 1917 · 1918 · 
1919 · 
1920 · 
1921 · 
1922 · 
1923 · 
1924 · 
1925 · 
1926 · 
1927 · 
1928 · 
1929 · 
1930 · 
1931 · 
1932 · 
1933 · 
1934 · 
1935 · 
1936 · 
1937 · 
1938 · 
1939 · 
1940 · 
1941 · 
1942 · 
1943 · 
1944 · 
1945 · 
1946 · 
1947 · 
1948 · 
1949 · 
1950 · 
1952 · 
1952 · 
1953 · 
1954 · 
1955 · 
1956 · 
1957 · 
1958 · 
1959 · 
1960 · 
1961 · 
1962 · 
1963 · 
1964 · 
1965 · 
1966 · 
1967 · 
1968 · 
1969 · 
1970 · 
1971 · 
1972 · 
1973 · 
1974 · 
1975 · 
1976 · 
1977 · 
1978 · 
1979 · 
1980 · 
1981 · 
1982 · 
1983 · 
1984 · 
1985 · 
1986 · 
1987 · 
1988 · 
1989 · 
1990 · 
1991 · 
1992 · 
1993 · 
1994 · 
1995 · 
1996 · 
1997 · 
1998 · 
1999 · 
2000 · 
2001 · 
2002 · 
2003 · 
2004 · 
2005 · 
2006 · 
2007 · 
2008 · 
2009 · 
2010 · 
2011 · 
2012 · 
2013 · 
2014 · 
2015 · 
2016 · 
2017 · 
2018 ·
2019 ·
2020
Albanië ·
Algerije ·
Andorra ·
Armenië ·
Azerbeidzjan ·
Bahrein ·
Barbados ·
België ·
Bermuda ·
Bolivia ·
Bosnië en Herzegovina ·
Brazilië ·
Bulgarije ·
Canada ·
Chili ·
China ·
Colombia ·
Costa Rica ·
Cyprus ·
Denemarken ·
DDR ·
(West-)Duitsland ·
Ecuador ·
Egypte ·
Engeland ·
Estland ·
Faeröer ·
Frankrijk ·
Georgië ·
Griekenland ·
Honduras ·
Hongarije ·
Ierland ·
IJsland ·
India ·
Irak ·
Israël ·
Italië ·
Japan ·
Jemen ·
Joegoslavië ·
Jordanië ·
Kameroen ·
Kazachstan ·
Koeweit ·
Kosovo ·
Kroatië ·
Letland ·
Liechtenstein ·
Litouwen ·
Luxemburg ·
Maleisië ·
Malta ·
Marokko ·
Mexico ·
Moldavië ·
Montenegro ·
Nederland ·
Noord-Ierland ·
Noord-Korea ·
Noord-Macedonië ·
Noorwegen ·
Oekraïne · 
Oman ·
Oostenrijk ·
Peru ·
Polen ·
Portugal ·
Qatar ·
Roemenië ·
Rusland ·
San Marino ·
Saoedi-Arabië ·
Schotland ·
Servië ·
Servië en Montenegro ·
Singapore ·
Slovenië ·
Slowakije ·
Sovjet-Unie ·
Spanje ·
Thailand ·
Trinidad en Tobago ·
Tsjechië ·
Tsjecho-Slowakije ·
Tunesië ·
Turkije ·
Uruguay ·
Verenigde Arabische Emiraten ·
Verenigde Staten ·
Wales ·
Wit-Rusland ·
Zuid-Korea ·
Zweden ·
Zwitserland
België (2021) · 
Denemarken (2021) · 
Rusland (2021)